# 9-Cloroantraceno
9-Cloroantraceno é o composto orgânico, um hidrocarboneto aromático policíclico, clorado, derivado do antraceno. Possui fórmula C14H9Cl, SMILES C1=CC=C2C(=C1)C=C3C=CC=CC3=C2Cl e massa molecular 212,67. É classificado com o número CAS 716-53-0, número EC 211-937-1, número MDL MFCD00001245, PubChem Substance ID 24855214 e Mol File 716-53-0.mol. Apresenta-se como um sólido e possui ponto de fusão 103-105 °C. É uma substância irritante que pode produzir danos irreversíveis, exigindo proteção para a pele, olhos e pulmões. É estável mas incompatível com agentes oxidantes fortes.

## Obtenção
É obtido a partir do antraceno em reação com o cloreto de cobre (II) anidro em tetracloreto de carbono, em aquecimento por algumas horas. O cloreto de cobre (II) é convertido pelo aquecimento a cloreto de cobre (I), liberando cloro, o qual promove a cloração do antraceno.
Pode ser obtido a partir do trans-9,10-dicloroantraceno em meio alcalino com liberação de cloro e água.

## Reações
Pode sofrer decloração quando colocado sobre um filme absorvente de surfactante catiônico sobre um eletrodo.